# Pitscottie
Pitscottie è un villaggio del Fife, Scozia, Regno Unito, situato nelle vicinanze di Ceres, a circa km 5 sudest da Cupar.
Pitscottie è stato il luogo natale di Robert Lindsay di Pitscottie, un cronista scozzese del XV secolo autore di The Historie and Chronicles of Scotland, 1436–1565, la prima opera storica nel vernacolo locale.